# Cantonul Bacqueville-en-Caux
Cantonul Bacqueville-en-Caux este un canton din arondismentul Dieppe, departamentul Seine-Maritime, regiunea Haute-Normandie, Franța.

## Comune
| Comune               | Populație (1999) | Cod poștal | Cod INSEE |
| -------------------- | ---------------- | ---------- | --------- |
| Auppegard            | 561              | 76730      | 76036     |
| Auzouville-sur-Saâne | 137              | 76730      | 76047     |
| Avremesnil           | 873              | 76730      | 76050     |
| Bacqueville-en-Caux  | 1.640            | 76730      | 76051     |
| Biville-la-Rivière   | 107              | 76730      | 76097     |
| Brachy               | 683              | 76730      | 76136     |
| Gonnetot             | 143              | 76730      | 76306     |
| Greuville            | 315              | 76810      | 76327     |
| Gruchet-Saint-Siméon | 661              | 76810      | 76330     |
| Gueures              | 530              | 76730      | 76334     |
| Hermanville          | 111              | 76730      | 76356     |
| Lamberville          | 172              | 76730      | 76379     |
| Lammerville          | 327              | 76730      | 76380     |
| Lestanville          | 76               | 76730      | 76383     |
| Luneray              | 2.167            | 76810      | 76400     |
| Omonville            | 255              | 76730      | 76485     |
| Rainfreville         | 83               | 76730      | 76519     |
| Royville             | 216              | 76730      | 76546     |
| Saâne-Saint-Just     | 142              | 76730      | 76549     |
| Saint-Mards          | 194              | 76730      | 76604     |
| Saint-Ouen-le-Mauger | 172              | 76730      | 76629     |
| Sassetot-le-Malgardé | 84               | 76730      | 76662     |
| Thil-Manneville      | 450              | 76730      | 76690     |
| Tocqueville-en-Caux  | 129              | 76730      | 76694     |
| Vénestanville        | 147              | 76730      | 76731     |